# Stiftung Johanneum (St.-Johannes-Stift)
Die Stiftung Johanneum (St.-Johannes-Stift) in Wildeshausen ist eine gemeinnützige rechtsfähige kirchliche Stiftung und Trägerin von Gesundheits-, Betreuungs- und Pflegeeinrichtungen. Im Mittelpunkt steht das Krankenhaus Johanneum, das sich zu einem Gesundheitszentrum mit Praxiszentrum, Medizinischem Versorgungszentrum und Pflegezentrum mit stationärer und ambulanter Pflege sowie betreutem Wohnen entwickelt hat. Hinzu kommen im Rahmen der Jugendhilfe die beiden Kindergärten Johanneum und Knaggerei. Die Stiftung beschäftigt mehr als 500 Mitarbeiter unterschiedlicher Konfessionen. Als Mitglied des Landes-Caritasverbandes für Oldenburg e.V und kirchlicher Arbeitgeber gilt bei Einstellung von Mitarbeitern das kirchliche Arbeitsrecht auf Basis der Grundordnung des kirchlichen Dienstes im Rahmen kirchlicher Arbeitsverhältnisse.

## Geschichte
Da am Anfang der 1870er Jahre in Wildeshausen kein Krankenhaus vorhanden war, regte die Regierung des Großherzogtums Oldenburg an, dass der Amtsvorstand des Amtes Wildeshausen ein derartiges Krankenhaus errichten sollte.
Diese Verfügung wurde vom Amtsverband nicht beachtet. Es bildete sich im Frühjahr ein „Comitee“ zunächst aus Mitgliedern beider Konfessionen, also von Protestanten und Katholiken die ein „confessionsloses“ Krankenhaus unter vorläufiger Pflege von „barmherzigen Schwestern“ errichten wollten. Zur damaligen Zeit war die Bevölkerung der Stadt Wildeshausen zu zwei Dritteln lutherisch und zu einem Drittel katholisch. Das Amt Wildeshausen zählte bei einer Einwohnerzahl etwa 8600 Personen nur etwa 800 Katholiken. Der lutherische Pastor befürchtete aber, dass durch die Betreuung durch die „barmherzigen Schwestern“ ein katholisches Krankenhaus entstehen würde und „die Protestanten für ihre Kranken selbst sorgen müßten“. Infolge seines Protestes wurde ein evangelisch-lutherischer Krankenpflegeverein gegründet.
Fünf katholische Bürger wurden im März 1873 beim Pfarrer der katholischen Kirchengemeinde in Wildeshausen vorstellig, um das Krankenhaus zu errichten. Schon im Oktober kamen zwei Franziskanerinnen von der Kongregation der Franziskanerinnen von Salzkotten aus dem in der Nähe von Wildeshausen gelegenen St. Annen-Stift in Twistringen, das von den Schwestern seit 1868 betrieben wurde. nach Wildeshausen, um zunächst mit der Pflege von Patienten in Privathäusern und in der Vikarie, in der die Schwestern wohnten, zu beginnen. 1874 wurde ein Verein unter dem Vorsitz des Weissgerbers Johann Becker gegründet, der dem Verein vor den Toren der Stadt Wildeshausen an der Visbeker Straße einen Bauplatz zur Verfügung stellte. Mit Unterstützung der Bevölkerung und durch eine Lotterie wurden die erforderlichen Mittel aufgebracht und der Bau des Krankenhauses wurde 1875 vollendet. Dem Vereinsvorsitzenden zu Ehren erhielt es den Namen „Krankenhaus Johanneum“. Da es Probleme wegen der Genehmigung der kirchlichen Behörden für eine Niederlassung der Salzkottener Franziskanerinnen in Wildeshausen gab, wurde 1878 beschlossen, das Krankenhaus an ein Kuratorium zu übertragen, welches für das St. Johannes-Stift zu Wildeshausen die Rechte einer juristischen Person erwerben sollte. Die Genehmigung des Großherzogs von Oldenburg wurde im Jahre 1879 erteilt. Aufsichtsbehörde war und ist das Bischöflich Münstersches Offizialat in Vechta. Das Kuratorium der Stiftung besteht aus 5 Personen, zu denen auch der Pfarrer der katholischen Kirchengemeinde gehört.
Der evangelische Krankenhausverein verfolgte ebenfalls das Ziel, ein Krankenhaus zu errichtet und sammelte für den „Alexanderfonds“ Gelder ein und mietete im Jahre 1884 die ehemalige Höpkensche Tuchfabrik, die am kleine Wall (jetzt Heemstraße) gelegen war, um dort ein Krankenhaus unter dem Namen „Alexanderstift“ zu betreiben.
Das jetzt in Wildeshausen bestehende Ev. Altenzentrum Alexanderstift an der Heemstraße ist aus dem 1884 gegründeten Krankenhaus Alexanderstift hervorgegangen. Es wurde im Juni 1980 nach umfangreichen Umbaumaßnahmen des ehemaligen Krankenhauses in Betrieb genommen. Träger des Hauses ist jetzt der Verein „Alexanderstift“ Evangelisches Altenzentrum. Der Verein ist Mitglied im Diakonischen Werk der Evangelisch-Lutherischen Kirche in Oldenburg e.V. und dadurch dem Diakonischen Werk der Evangelischen Kirche in Deutschland angeschlossen.

## Einrichtungen der Stiftung

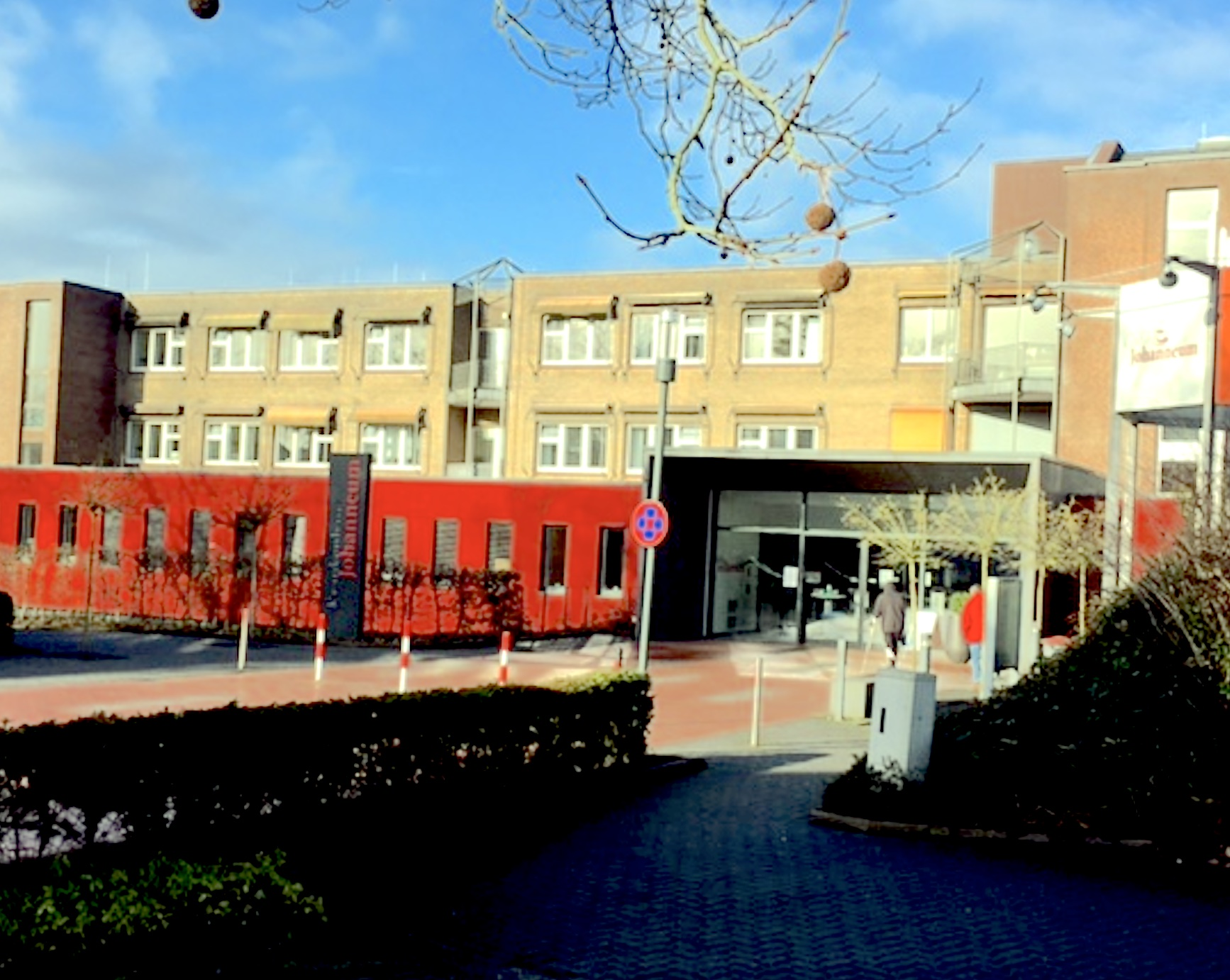
Haupteingang Krankenhaus Johanneum

### Krankenhaus Johanneum
In der Zeit von 1873 bis heute ist das Krankenhaus Johanneum durch Erweiterungs- und Umbaumaßnahmen zu einem Allgemeinkrankenhaus ausgebaut worden. Für die Zukunft sind Maßnahmen im Wert von etwa 30 Millionen Euro geplant.
Nach 135 Jahren beendete der Orden der Franziskanerinnen von Salzkotten im Jahre 2008 seine Tätigkeit im Krankenhaus Johanneum. Zuletzt waren noch zwei Schwestern in der Betreuung eingesetzt.

### Kindergärten
Von der Stiftung werden der Kindergarten Johanneum an der Deekenstraße 35 und der Kindergarten Knaggerei an der Ahlhorner Straße 10 a betrieben.
Nachdem im Ersten Weltkrieg Frauen die Arbeiten durchführen mussten, die zuvor von den eingezogenen Soldaten verrichtet wurden, konnten sie sich nicht ausreichend um die Betreuung der Kinder kümmern. Die Frauen in Wildeshausen wurden dabei von den Ordensschwestern des Krankenhauses unterstützt. Seit 1914 betrieb die Stiftung neben dem Krankenhaus unter der Bezeichnung „Kinderbewahranstalt“ eine Betreuungseinrichtung für Kleinkinder.
Schon 1915 wurde aus Kinderbewahranstalt ein Kindergarten mit dem Namen „Kindergarten Johanneum“, in dem die Kinder in großen Gruppen mit 40 und mehr Kindern betreut wurden. Nachdem in den 1960er Jahren der Kindergarten Johanneum für die Betreuung der Kleinkinder in Wildeshausen nicht ausreichte, wurden in Wildeshausen von der evangelischen Kirche und der Stadt Wildeshausen weitere Kindergärten eingerichtet. Auch diese konnten den Bedarf nicht decken, sodass Mitte der 1970er Jahre die Stiftung ihren zweiten Kindergarten errichtete und zwar auf dem Gelände der Villa Knagge hinter dem Gebäude der Villa. Dieser Kindergarten erhielt in Anlehnung des namens der Villa den Namen „Knaggerei“. Von 1980 bis 1983 war der Kindergarten Johanneum vorübergehend in dem Gebäude der Villa Knagge untergebracht, weil die Räume an der Visbeker Straße als Baubüro für Erweiterungsbauten des Krankenhauses benötigt wurde. Das Gebäude des Kindergartens Johanneum entsprach dann aber nach einiger Zeit nicht mehr den Bauvorschriften für Kindergärten. Auch wurde die Fläche des Kindergartens für eine nochmalige Erweiterung des Krankenhauses benötigt. Deshalb errichtete die Stiftung an der Deekenstraße 35 einen Neubau für drei Gruppen, der im August 2001 bezogen wurde. Im Jahre 2011 erfolgte eine Erweiterung für die Krippenplatzbetreuung. Der Kindergarten feierte 2015 sein 100-jähriges Jubiläum.

### Pflegezentrum Johanneum

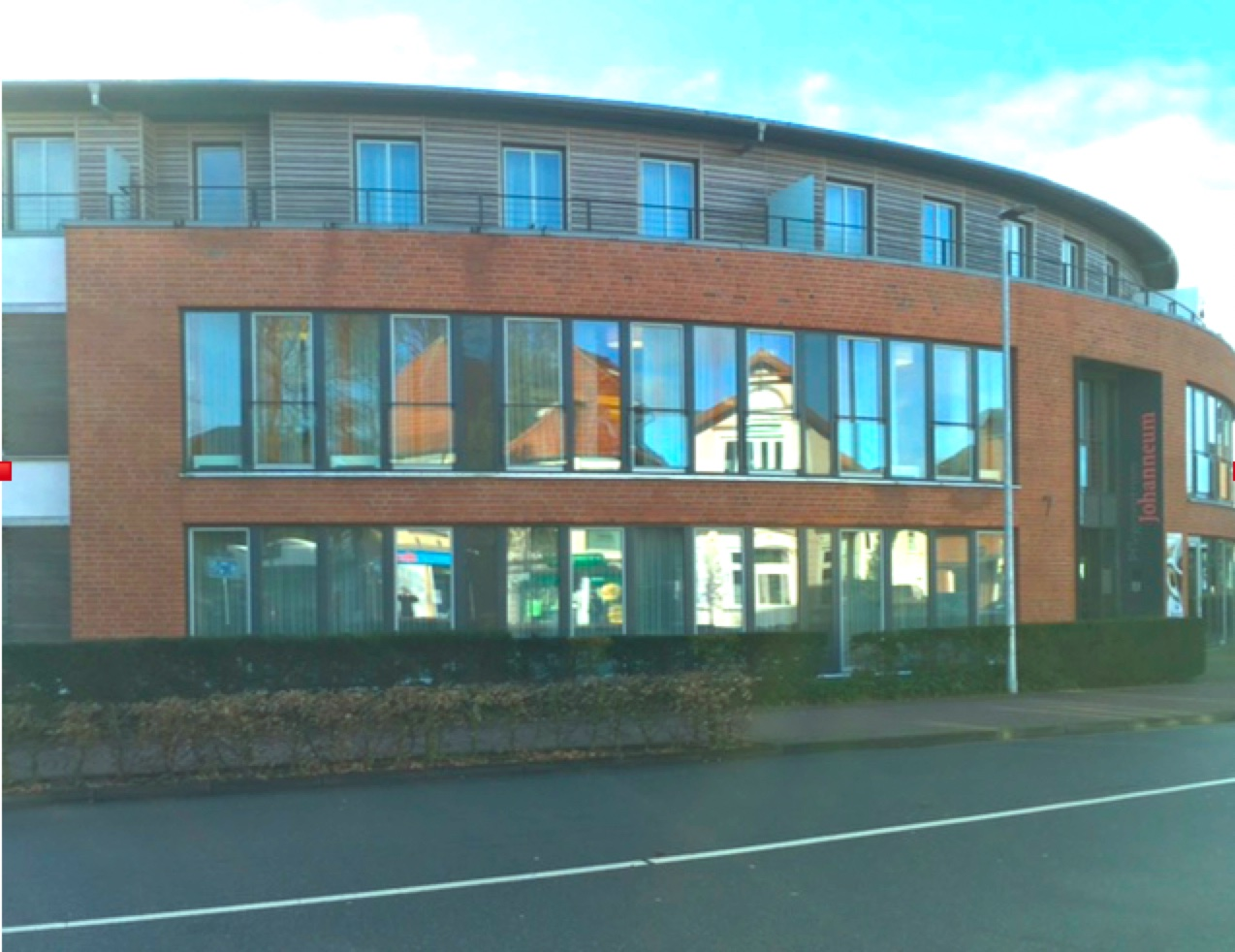
Pflegezentrum Johanneum

2004 übernahm die Stiftung mit ihrer Tochterfirma Pflegezentrum Johanneum gGmbH die Trägerschaft des Ambulanten Pflegedienstes des Malteser Hilfsdienstes. Mit ihrem Ambulanten Pflegedienst wird die mobile Pflege oder Krankenpflege zuhause angeboten.
Im Januar 2008 erhielt die Stiftung grünes Licht, am Westertor, ein Altenpflegeheim zu errichten. Die Grundsteinlegung erfolgt im März 2008. Im Juli 2008 nahm das Altenpflegeheim mit 56 Pflegeplätzen (Stationäre Pflege) seinen Betrieb auf.

### Praxiszentrum
Im Jahr 2000 wurde durch den Bau des Ärztehauses an der Feldstraße eine Erweiterung des Krankenhauses vollzogen. Darin befinden sich Arztpraxen für Hals-Nasen-Ohrenheilkunde, Radiologie, Neurologie, Psychiatrie und Innere Medizin.

### Medizinisches Versorgungszentrum Johanneum

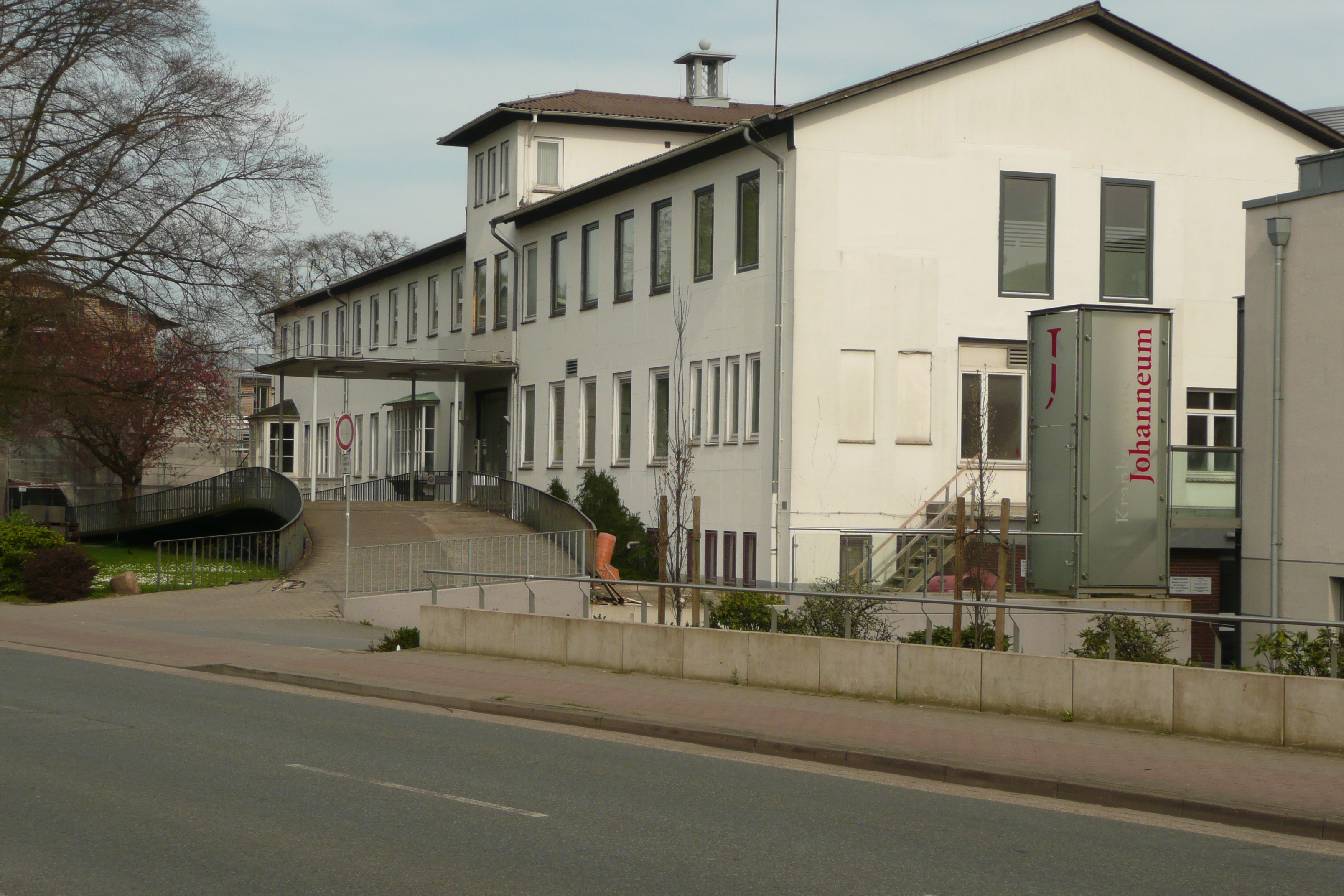
Zugang zum Medizinischen Versorgungszentrum im Johanneum (alter Vordereingang)

Im Altbau des Krankenhauses befindet sich das Medizinische Versorgungszentrum. Es wird von der Stiftung unter der Firma „Medizinisches Versorgungszentrum Johanneum gemeinnützige GmbH“ betrieben. Darin bestehen Praxen für Anästhesie, Chirurgie, Gynäkologie, Geburtshilfe, Hals-Nasen-Ohrenheilkunde und Urologie mit Belegärzten für das Krankenhaus.

### Cafés
Mit dem Café Johanneum im Erdgeschoss des Krankenhauses und dem Café am Westertor im Gebäude des Pflegezentrums besteht eine Gastronomie.